# سيمون كرو
سيمون كرو (بالإنجليزية: Simon Crowe)‏ هو طبال أيرلندي، ولد في 14 أبريل 1955 في دبلن في جمهورية أيرلندا.

## وصلات خارجية
- سيمون كرو على موقع ميوزك برينز (الإنجليزية)
- سيمون كرو على موقع ديسكوغز (الإنجليزية)